# Maraita
Maraita è un comune dell'Honduras facente parte del dipartimento di Francisco Morazán.
Il comune figurava già indipendente nella divisione amministrativa del 1889.